# Saša Lošić
Saša Lošić (Banja Luka, 19. srpnja 1964.) je bosanskohercegovački glazbenik.
Sklada pop i etno glazbu kao i glazbu za kazališne predstave ("Romeo i Julija", "Elvis de luxe", "Limonada", "Majka hrabrost", "To ti je lajf"), dokumentarne i igrane filmove. Član je grupe Plavi orkestar (autor, pjevač, aranžer), koju glazbene enciklopedije opisuju kao jedan od "kulturnih fenomena osamdesetih" (4 milijuna prodanih ploča). Grupa je do danas zadržala svoju popularnost. Do sada je izdao 10 albuma i održao preko 2500 koncerata širom svijeta.

## Životopis

### Karijera
Pri stvaranju filmske glazbe, Saša Lošić je surađivao s brojnim talentiranim glazbenicima i vokalnim solistima iz raznih dijelova Europe, između ostalih s članovima grupe Terra Folk (najbolji svjetski etno sastav na natjecanju BBC-a u Velikoj Britaniji), Candan Ercetin (jednom od najvećih pjevačkih zvijezda turskog glazbenog neba), Vlatkom Stefanovskim (poznatim gitaristom iz Makedonije), Tanjom Zajc Zupan (solisticom na citri iz Slovenije), Josipom Andrićem (cijenjenim pijanistom iz Zagreba), Jovanom Kolundžijom (violinistom svjetskog glasa iz Beograda), Mustafom Šantićem (multiinstrumentalistom iz grupe Mostar sevdah reunion), Makedonskom etno grupom "DD synthesis" te vokalnim solistima Gertrudom Munitić, Usnijom Redžepovom, Tanjom Ribič, Jasnom Žalicom, Alenkom Vidrih, Lejlom Jusić, Severinom, Sabahudinom Kurtom, Radom Šerbedžijom, Halidom Bešlićem, Šerifom Konjevićem, Dadom Topićem, Zdravkom Čolićem, Gazebom (Italija), Brankom Đurićem-Đurom, Eminom Zečaj i brojnim drugim suradnicima.
Na jubilarnom 10. Sarajevo Film Festivalu, Saša je koncertima koji su se održali u Narodnom kazalištu u Sarajevu, premijerno predstavio svoj novi "Saša Lošić Film Orkestar". Ovaj glazbeni spektakl pod sentimentalnim nazivom "Hotel Evropa" na koncertima je u Sarajevu, Zagrebu i Ljubljani ugostio legendarne vokalne soliste koji su, svaki u svom glazbenom izrazu, obilježili dekade prošlog vijeka, od 50-ih pa sve do danas. Između ostalih na ovim koncertima su nastupili: Jasna Žalica, Hanka Paldum, Sabahudin Kurt, Leo Martin, Kićo Slabinac, grupa Pepel in kri, Mića Orlović, Magnifico, Dado Topić, Kornelije Kovač, Halid Bešlić te brojni drugi gosti. Pored najpopularnijih melodija koje je Saša Lošić komponirao proteklih godina za kazališne predstave i filmove, publika je imala priliku čuti i potpuri najljepših zaboravljenih melodija s ovih prostora.
S poznatim sarajevskim i ljubljanskim jazz-glazbenicima i, s druge strane, s članovima legendarnog  "Narodnog orkestra RTV Bosne i Hercegovine", ovaj udružen a stilski potpuno različit orkestar tvori globalno nov, a opet tako tipičan sarajevski zvuk, odnosno glazbeni oblik koji je na isti način logičan kao kad se kitnjasto-secesionistički arhitektonski stil starog hotela "Evropa", samo par metara dalje, sasvim harmonično stapa s orijentalnim građevinama starog dijela grada Sarajeva - Baščaršije. Upravo se vode pregovori za postavljanje kazališne predstave "Hotel Evropa" u Italiji, koja bi time nastavila svoj bezvremenski život.
Saša je autor glazbe za turističku razglednicu (tv spot) Bosne i Hercegovine, koja će se uskoro početi emitirati na CNN-u. Spot je realiziran u produkciji sarajevske producentske kuće "Refresh".
U koprodukciji SNG Nova Gorica i SSG Trst, Saša završava rad na svojoj prvoj operi po Euripidovoj drami "Bakhantke". Ova Balkan-opera će biti jedan od najvećih kazališnih događaja u Sloveniji. Pored kultnog režisera Vite Taufera, koreografa Matijaža Fariča, scenografa Samota Lapajnea u ovoj operi sudjeluju i poznate slovenske i talijanske umjetnice (glumice, operne pjevačice, plesačice i instrumentalistice) a u jednoj od glavnih uloga i diva slovenske pop glazbe Helena Blagne u ulozi majke Agave.

## Filmografija

### Filmska glazba
- Kot da nisam več otrok / 1994.
- Duh velikih jezera / 1995.
- Welcome to Sarajevo  / 1996. (song writer)
- Outsider / 1997.
- Kraj doba neprijatnosti  / 1998.
- Hop skip and jump / 1999.
- Jel´ jasno prijatelju / 2001.  (song writer)
- Zvenenje v glavi / 2002.  (nagrada za najbolju filmsku glazbu, Portorož film festival, Slovenija, 2002.)
- Gori vatra / 2003.  (nagrada za najbolju filmsku glazbu, ˝Davorin˝, Bosna i Hercegovina, 2004.)
- Kajmak in Marmelada / 2003.
- Kod amidže Idriza / 2004.  (nagrada za najbolju filmsku glazbu, ˝Davorin˝, Bosna i Hercegovina, 2005.)
- Sex, piće i krvoproliće / 2004. (omnibus)
- Borderline lovers / 2005.
- Ram za sliku moje domovine / 2005.
- Prva plata / 2005.
- Sve džaba / 2006. (song writer)
- 1/2 kozarca riže / 2006.
- To ti je lajf / 2006. (u produkciji)
- Petelinji Zajtrk  Arhivirana inačica izvorne stranice od 6. travnja 2019. (Wayback Machine)/ 2007.
- Teško je biti fin / 2007.
- Agape / 2007.
- Vratice se rode / 2007.
- Plavi Orkestar / 2008.